# Henry Persson
Henry Persson, född 1919, var en svensk friidrottare (stående höjdhopp). Han tävlade för klubben IFK Malmö och vann SM i stående höjdhopp år 1942.
Persson tilldelades IFK:s hedersmärke 1949, bronsplakett 1959 och stora förtjänstmedalj i silver 1974.